# Nad Němnem

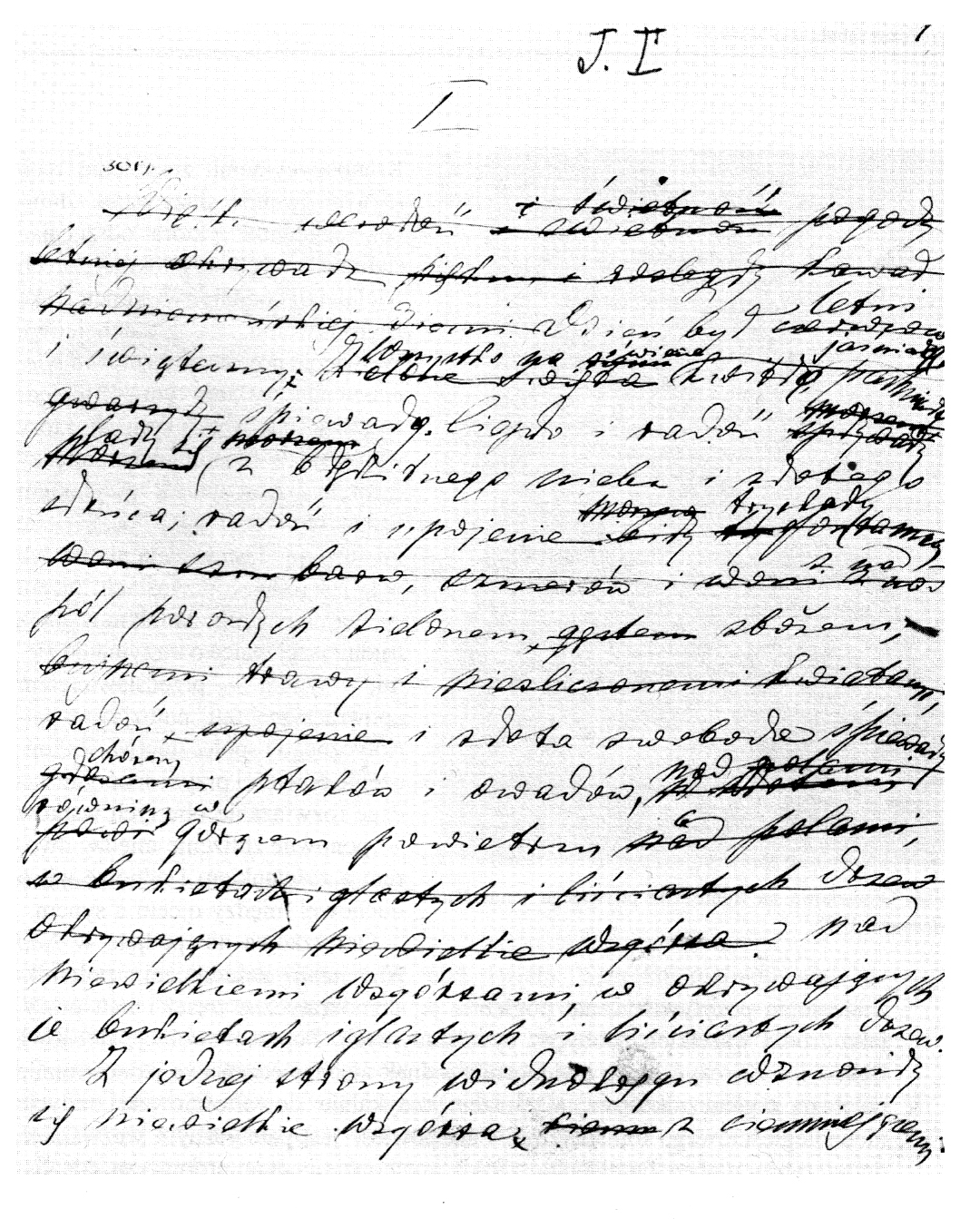
Úryvek rukopisu

Nad Němnem (polsky Nad Niemnem) je pozitivistický román Elizy Orzeszkové.
Představuje život polské společnosti 19. století do lednového povstání. Román poprvé vycházel v časopise Tygodnik Ilustrowany od ledna do prosince roku 1887. V knižní podobě román vyšel roku 1888.
Autorka měla v plánu ohraničit fabuli díla pouze na manželství mezi mladou dívkou z vyšších sfér a mužem, jenž pochází ze šlechtického rodu. Časem však pozadí díla začalo být čím dál bohatější a autorka se vzdala původního titulu románu Mezalians. V roce 1886 intenzivně pracovala s textem převážně v domě v Miniweiczích, nedaleko vsi Bohatyrowicze. Svatba Elżuni ve třetím svazku románu je inspirována skutečnou svatbou, na které Orzeszková byla jedním z hostů.
Děj románu se odehrává mezi červnem a srpnem roku 1886.

## Hlavní postavy
- Bohatyrowiczové (mj. Anzelm, Janek, Fabian) – v některých jejich dialozích se objevují prvky staropolského jazyka (zejména u mužských postav). Jejich mluva působí převážně slavnostním dojmem. Často se objevují přísloví, pořekadla, říkanky a aforismy. Hlavní postavy také pěstují lidové písně, které kontrastují se způsoby Korczyńských, u nichž se nezpívá. Bohatyrowiczové také zachovávají mravní dědictví (společenský řád), a to svým pevným chováním. Vyhýbají se ale formalismu a zkostnatělým zvykům. Jejich náboženskost spočívá v dodržování přikázání, nikoli v praktikách pobožnůstkářů. Orzeszková ale nekladla důraz na polský katolicismus a v zobrazené vesnici chybí přítomnost kněze.
- Benedykt Korczyński – charakterizuje ho zatrpklost (způsobená nepřátelským osudem, bojem o zabranou půdu zděděnou po otci atd.) a ve výsledku – samota. Distancoval se od Bohatyrowiczů, protože ti jako první začali kdysi vést proces, kvůli němuž začala jejich vzájemná nechuť. Může se spoléhat pouze na Martu.
- Witold Korczyński – jednoznačně pozitivní postava; symbolizuje ty mladé lidi, kteří vytahují minulost a věří v obrození národa skrze lid. Witold je podobný svému strýci. Současně je to ale postava bezbarvá a konvenční. Ve všech konfliktech s otcem má pokaždé pravdu.
- Další postavy: Teofil Różyc, Andrzejowa Korczyńska, Zygmunt Korczyński, Marta Korczyńska, Emilia Korczyńska, Bolesław Kirło, Maria Kirłowa, Justyna Orzelska, Jadwiga Domontówna.

## Žánr
Literární kritika, jejímž velkým zájmem román byl, jej označila za epopej. Orzeszková se ale snažila napsat román, který by splňoval požadavky realismu – tzn. zcela eliminovat autorskou řeč, hodnocení děje a moralizování. Konečný efekt není zcela podařený – někdy se totiž mísí rétorický patos, slavnostní skladba vět, poetismy atd. Je také předem dáno, které postavy má čtenář hodnotit kladně a které záporně. Nicméně však shodně s tradicí realistického románu autorka široce popisuje fabuli díla, v níž klade důraz na popis prostředí a postav. Román obsahuje mj. popisy 140 druhů rostlin, pojmenovaných odborně nebo hovorově.

## Motivy
- Lednové povstání – v románu je uvedeno skrze motiv Mohyly (pomník v lese – památka na 40 padlých povstalců). Území pomníku patří Korczyńským. Líčení povstalců je idealizované, chybí například pohled na postavení sedláků. Emilia Korczyńská, Teresa Plińská, Bolesław Kirło, Ignacy Orzelský, Daneccy a Teofil Różyc jsou lidé, které Mohyla nezajímá.
- Mezaliance (manželství s osobou nižšího postavení, např. šlechtice se selkou, bylo považováno za nerovné a nevhodné) – v díle zobrazeno především v legendě o Janovi a Cecílii. Svatba Jana a Justýny je opakováním mytického modelu. Třetí mezaliancí je svatba Witolda s Marynou Kirlankou. Čtvrtou je pak manželství Korczyńské a pátou svatba Ładysie Bohatyrovicze se selkou.
- V románu chybí knihy. Jedině Anzelm vlastní tři exempláře – Pana Tadeáše, Psałterz Dawidów i Ogrody północne. Jsou to totiž díla, která mu věnoval před desítkami let Andrzej Korczyńský. Zmínění těchto třech titulů plní didaktickou funkci.

## Sentimentalismus a romance
V díle jsou znatelné vlivy sentimentalismu a Rousseovského pojetí přírody. Autorka zdůrazňuje, že "prostý lid" žije s přírodou v harmonii a instinktivně chápe, že ji musí chránit.
Bohatyrowiczové nejsou vzdělaní, neposílají své děti do městských škol. Ale jsou autorkou více ceněni než představitelé "vyšší kultury" (Emilia, Zygmunt, Kirło). Orzeszková upozorňuje na nebezpečí ztráty kořenů, přírody a svého okolí ve jménu vysoké kultury.
Romance je popisována stereotypně – podobná fabule se objevila již v mnoha dřívějších druhořadých knihách. Milostné scénky jsou otřepané a neoriginální. Scény, ve kterých jsou zamilovaní sami, jsou teatrálně prodloužené. Autorčiným záměrem bylo těmito scénami dodat dílu poetický nádech.

## Česká vydání
Nejstarší český překlad byl pojmenovaný Mezi sedláky a pány (cca 1894). Nejnovější vydání je pravděpodobně z roku 1974 (autorem tohoto celkově čtvrtého překladu je František Nechvátal).

## Text díla v polštině
- https://web.archive.org/web/20100325175929/http://monika.univ.gda.pl/~literat/niemen/index.htm